# 淄博市博物馆
淄博市博物馆，中华人民共和国山东省淄博市的一家地志性综合性博物馆，国家一级博物馆，座落于淄博市张店区商场西路153号，该市中心广场北侧。

## 历史
成立于1958年4月2日，隶属淄博市文化广电新闻出版局。其馆藏文物中以西汉齐王墓、商王村战国墓地出土的青铜器、玉器、金银器最具代表性。

## 画廊

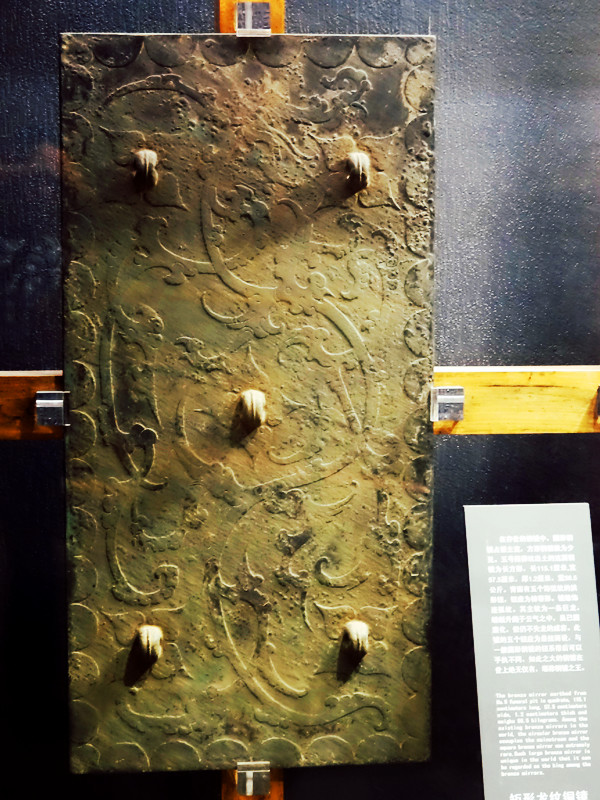
龙纹矩形铜镜，禁止出境展览文物
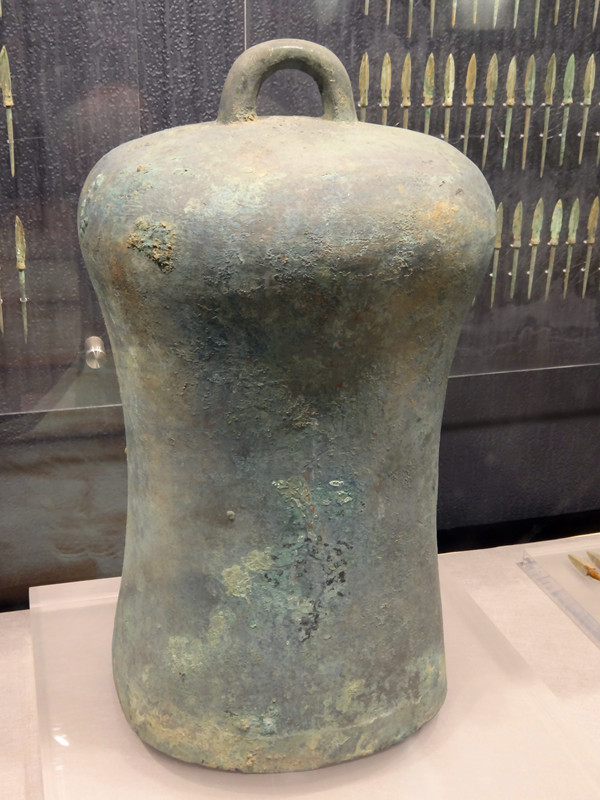
铜錞于